# Họ Lội suối
Họ Lội suối hay họ Hét nước (danh pháp khoa học: Cinclidae) là một họ nhỏ chứa các loài chim dạng sẻ trong một chi duy nhất có danh pháp Cinclus. Tên gọi lội suối hay hét nước là từ các chuyển động nhấp nhô bập bềnh hay dìm mình xuống dưới mặt nước của chúng. Chúng là độc nhất vô nhị trong số các loài chim của bộ Sẻ có khả năng bơi và lặn dưới nước.

## Phân loại
Chi Cinclus là duy nhất trong họ Cinclidae. Các loài lội suối (hét nước) có:
- Cinclus cinclus: Chim lội suối hay hoét nước họng trắng, hoét nước Á-Âu. Loài này là loài hét nước duy nhất có mặt tại Việt Nam.
- Cinclus leucocephalus: Hét nước mũ trắng
- Cinclus mexicanus: Hét nước Mỹ
- Cinclus pallasii: Lội suối nâu, hét nước nâu
- Cinclus schulzi: Hét nước họng hung

## Miêu tả
Các loài hét nước là chim nhỏ nhưng mập mạp với đuôi và cánh ngắn, chân khỏe. Các loài nói chung có bộ lông màu nâu sẫm (đôi khi gần như đen) hay nâu và trắng, trừ hoét nước họng hung có màu nâu với vệt lông trên cổ họng màu nâu ánh đỏ. Kích thước dài dao động từ 14 tới 22 cm và cân nặng 40-90 g, với chim trống to hơn chim mái. Các cánh ngắn làm chúng có kiểu bay xoay tít rất dặc trưng. Chúng có chuyển động nhấp nhô bập bềnh đặc trưng khi đậu gần nước.

## Phân bố và môi trường sinh sống
Hét nước được tìm thấy tại các môi trường sống nước ngọt phù hợp trên các cao nguyên của châu Mỹ, châu Âu và châu Á. Tại châu Phi chúng chỉ có ở khu vực dãy núi Atlas thuộc Maroc. Chúng sinh sống trên bờ các con sông miền núi nước chảy nhanh với nước lạnh và sạch mặc dù ngoài mùa sinh sản chúng cũng có thể sống tại các bờ hồ hay ven bờ biển.

## Thích nghi
Không giống như nhiều loài chim nước khác, chim hét nước nói chung trông giống như nhiều loài chim sinh sống trên mặt đất khác (ví dụ chúng không có chân màng), nhưng chúng có một số thích nghi về hình thái và sinh lý để phù hợp với cuộc sống thủy sinh của mình. Các cánh tương đối ngắn nhưng đầy sức lực, cho phép chúng sử dụng các cánh này như các chân chèo dưới nước. Chúng có bộ lông dày với phao câu lớn với mục đích chống thấm nước cho lông. Các mắt có các cơ phát triển mạnh để có thể uốn cong thủy tinh thể nhằm tăng thị lực khi ở dưới mặt nước. Chúng cũng có các nắp mũi để không cho nước chui vào các lỗ mũi. Máu của chúng có tỷ lệ hemoglobin cao, cho phép khả năng lưu trữ oxy lớn hơn so với chim sống trên mặt đất và cho phép chúng có thể lặn dưới nước tới ít nhất là 30 giây.

## Hành vi

### Kiếm ăn
Hét nước tìm các loại thức ăn là động vật nhỏ trong và dọc theo rìa các con sông, suối có nước chảy nhanh. Chúng đậu trên các tảng đá và kiếm ăn ở rìa mép nước, nhưng chúng cũng thường ôm chặt các hòn đá và di chuyển chúng xuống gần về phía nước cho đến khi chìm một phần hay toàn bộ dưới nước. Sau đó chúng tìm kiếm thức ăn dưới mặt nước giữa và gần các hòn đá và các mảnh vụn; chúng cũng có thể bơi bằng các cánh. Hai loài ở Nam Mỹ ít bơi và lặn hơn so với ba loài ở phía bắc. Con mồi của chúng chủ yếu là động vật không xương sống như ấu trùng của phù du (bộ Ephemeroptera), ruồi đen (họ Simuliidae), bọ đá (bộ Plecoptera) và bọ cánh lông (bộ Trichoptera), cũng như cá nhỏ và trứng cá. Động vật thân mềm và động vật giáp xác cũng có thể là thức ăn của chúng, nhất là trong mùa đông khi ấu trùng của côn trùng khan hiếm hơn.

### Sinh sản
Lãnh thổ sinh sản được các cặp hét nước thiết lập dọc theo bờ các sông suối thích hợp và duy trì chống lại sự đột nhập của các con hét nước khác. Trong phạm vi lãnh thổ của mình, các đôi hét nước phải có tổ và các nơi ngủ nghỉ tốt, nhưng yếu tố chính ảnh hưởng tới chiều dài lãnh thổ là khả năng cung cấp đủ thức ăn cho chúng và các con của chúng. Nói chung, chiều dài lãnh thổ vào khoảng từ 300 m tới trên 2.500 m.
Tổ của hét nước thường là kết cấu lớn, thuôn tròn và có vòm, làm từ rêu, với phần ổ bên trong hình chén làm từ cỏ và rễ nhỏ cùng lỗ ra vào từ phía hông. Chúng thường làm tổ tại các không gian gần với nguồn nước chảy. Khu vực này có thể là gờ, rìa hay bờ sông suối, trong kẽ hở hay cống thoát nước hoặc gần cầu. Ít khi chúng làm tổ gần cây cối.
Mỗi lứa đẻ của 3 loài hét nước phương bắc là khoảng 4-5 con; còn ở 2 loài phương nam thì không rõ, mặc dù một số chứng cứ cho thấy ở hét nước họng hung là hai con. Thời gian ấp trứng là 16-17 ngày và sau đó nở thành chim non yếu ớt không thể tự đi kiếm ăn ngay được và chúng được chim mẹ ấp trong vòng 12-13 ngày kế tiếp. Chim non được cả chim bố lẫn chim mẹ cho ăn trong vòng khoảng 20-24 ngày. Chim non thường sẽ sống độc lập với bố mẹ chúng trong phạm vi vài tuần sau khi rời tổ. Hét nước có thể đẻ ngay lứa thứ hai nếu điều kiện thuận lợi.

### Liên lạc
Tiếng kêu của hét nước to và có cường độ cao, tương tự như tiếng kêu của các loài chim khác sống ven các con sông chảy nhanh; tần số âm thanh của chúng nằm trong khoảng hẹp 4,0-6,5 kHz, vừa đủ cao hơn tần số của sóng âm do dòng nước xiết tạo ra (vào cỡ <2 kHz). Hét nước cũng liên lạc với nhau bằng các chuyển động ngâm mình hay nhấp nhô bập bềnh trong nước rất đặc trưng của chúng, cũng như bằng cách nháy mắt nhanh để lộ ra các mí mắt nhạt màu của chúng như là một loạt các tín hiệu màu trắng trong các biểu lộ tán tỉnh hay đe dọa.

## Bảo tồn
Hét nước phụ thuộc hoàn toàn vào các con sông, suối có nước chảy nhanh với nước trong, nguồn thức ăn có thể tiếp cận được và khu vực làm tổ an toàn. Chúng có thể bị đe dọa do bất kỳ ảnh hưởng nào tới các nhu cầu này như ô nhiễm nước, axít hóa và các tác nhân khác gây đục nước như xói mòn. Việc điều chỉnh dòng sông như tạo ra các hồ chứa nước và đập ngăn nước, cũng như sự tạo ra nhiều kênh lạch có thể làm suy giảm và phá hủy môi trường sống của chúng.
Hét nước đôi khi cũng bị săn bắn hay tàn sát vì nhiều lý do khác nhau. Chủng hét nước họng trắng ở Cộng hòa Síp đã tuyệt chủng. Tại một số nơi ở Scotland và Đức, cho tới tận đầu thế kỷ 20, người ta còn thưởng công cho việc giết hại hét nước do người ta cho rằng chúng gây thiệt hại cho các nguồn lợi cá vì ăn trứng và thịt cá hồi.
Mặc cho các mối đe dọa đối với các quần thể cục bộ, nhưng tình trạng bảo tồn của phần lớn các loài hét nước vẫn được coi là ít quan tâm. Một ngoại lệ là hét nước họng hung, được phân loại như là dễ thương tổn do quần thể nhỏ và rời rạc cũng như đang suy giảm của nó, đặc biệt là tại Argentina, do các thay đổi trong quản lý sông ngòi.